# Codex Boreelianus
Codex Basilensis Бореела рукопис, означаван са Fe или 09 (Gregory-Aland), је рукопис Новог завета, написан на грчком језику, а датира са почетка 9. века. Овај рукопис византијског типа је написан на пергаменту, димензија 28,5×22 цм. 

## Опис
Рукопис садржи четири Јеванђеља. 
Рукопис је донео са Истока у Холандију Бореелом (1577—1629)
Кодекс се чува у Универзитету у Утрехту (Ms. 1).